# A Traça Teca
A traça Teca é um curta-metragem de animação infantil, criado e produzido pela Rocambole de São Carlos, SP, em 2002.
O filme foi produzido por alunos da UFSCAR, utilizando diversas técnicas de animação, desde a técnica stop motion (quadro-a-quadro), computação gráfica 2D e 3D digital, até várias cenas em live action, com cenários e personagens reais.

## Sinopse
Ao contar a história da pequena traça Teca e Tuti, seu ácaro de estimação, que vão parar numa velha biblioteca, o filme instiga as crianças ao mundo dos livros e da leitura. Teca conquistou crianças, pais e educadores, e agora se prepara para viver novas aventuras em novas mídias.

## Personagens
- Teca - é uma pequena traça que vive no casaco laranja da costureira Jacira.
- Tuti - é o ácaro de estimação da Teca e adora se meter em confusão.
- Otto - é uma libélula poeta que vive na estante de livros de poesia.
- Dona Lígia - é uma aranha que vive na estante dos livros de suspense
- Bicho-bolinha - é um bichinho adorável, que se torna um grande companheiro da Teca quando ela fica sem o Tuti.

## Premiações
- 6º Florianópolis Audiovisual Mercosul (FAM 2002) - Florianópolis, SC (maio 2002) – "Menção Honrosa do Júri Oficial" – Animação.
- 7º Festival Brasileiro de Cinema Universitário - Universidade Federal Fluminense - Rio de Janeiro, RJ (maio / junho 2002) – prêmios: "Destaque em Contribuição Técnica", "Menção Honrosa do Júri da ABDeC" (Associação Brasileira de Documentaristas e Curtametragistas) e 5º lugar no Júri Popular.
- 2ª Goiânia Mostra Curtas – Goiânia, GO (outubro 2002) – "Menção Honrosa" – Mostra Municípios.
- VI Festival Nacional de Cinema e Vídeo Universitário - Universidade Federal do Rio de Janeiro (VIDE VIDEO 2002) – Rio de Janeiro, RJ (outubro 2002). - 2º lugar na categoria "Animação" – Júri Técnico.
- 1º Videofestival São Carlos – São Carlos, SP (novembro 2002) – "Melhor Produção Audiovisual de São Carlos".
- X Festival de Vídeo de Teresina – Teresina, PI (dezembro 2002) – 2º lugar na categoria "Animação".
- 26º Festival Guarnicê de Cinema – São Luis, MA (julho 2003) – "Melhor Animação"
- 2º Festival de Curtas-metragens de Santos (CURTA SANTOS) - Santos, SP (setembro 2003) - "Melhor Produção".